# Harc
Harc község Tolna vármegyében, a Szekszárdi járásban.

## Fekvése
A község a Tolnai-Hegyhát délkeleti határában, a Sió felett, néhány kilométerre a Hegyhát legdélibb pontján fekvő Leányvártól északra található. Területén áthalad a 65-ös főút, amelyből itt ágazik ki Simontornya felé a 6317-es út. A két emelkedő utca három domb közötti két völgyben települt. A vidék jellegét alapvetően a Sió közelsége határozza meg, ez a folyó, pontosabban csatorna a község keleti határa. A Siót és Sárvizet a 18-19. században szabályozták, ekkor ármentesítették a harci határt is.

## Története
A község már a bronzkorszakban létezett. A település határában  egy népvándorlás korabeli temető húzódik. Az írásos emlékekben a település neve többféleképpen megjelenik: 1193-ban Horcha, 1407-ben Harcha, később pedig Harcsa néven szerepel. A török időkben elnéptelenedett. Lakói a Kapos folyó mocsaras vidékeire menekültek. A török megszállás után csak színmagyarok költöztek a faluba. 1725-ben a falut a Völgységi járáshoz csatolták. 1749-ben kápolna épült a faluban Szent Mihály arkangyal tiszteletére. Később szükség lett egy nagyobb helyre, ezért 1824-ben felépítette a falu mai templomát a Janya-pusztai várromok kőanyagából.
1929-ben 962-en lakták a falut. 1944. november 30-án szállták meg az orosz  csapatok. 1949-ben bevezették a községbe a villanyáramot. Mivel viszonylag közel van Szekszárdhoz, együtt fejlődött a várossal. Könyvtár, ÁFÉSZ-üzlet és művelődési ház épült benne. 1951-ben megalakult az első téesz Új Élet Termelőszövetkezet néven. Az 1980-as években postahivatalt kapott és az ivóvízhálózat is kiépült.

## Közélete

### Polgármesterei
- 1990–1994: Horváth János (FKgP)[3]
- 1994–1998: Horváth János (független)[4]
- 1998–2002: Horváth János (független)[5]
- 2002–2006: Nagy János (független)[6]
- 2006–2010: Bóni Zoltán (független)[7]
- 2010–2011: Bóni Zoltán (független)[8]
- 2011–2014: Siposné Csajbók Gabriella (független)[9]
- 2014–2019: Tóth Gábor (független)[10]
- 2019–2024: Tóth Gábor (független)[11]
- 2024– : Tóth Gábor (független)[1]

A településen 2011. szeptember 11-én időközi polgármester-választást (és képviselő-testületi választást) tartottak, az előző képviselő-testület önfeloszlatása miatt. A választáson az addigi faluvezető is elindult, de négy jelölt közül csak a második helyet érte el.
A 2011-ben időközi választáson megválasztott Siposné Csajbók Gabriella nem töltötte ki a rá eső teljes önkormányzati ciklust: még annak vége előtt, 2014 áprilisában lemondott posztjáról, közelgő örömteli családi eseményekre hivatkozva. A választási évekre eső önkormányzati lemondásokat érintő, speciális jogszabályok miatt azonban időszaki polgármester-választást abban az évben már nem lehetett kiírni, a polgármesteri teendőket így az az év őszi választásokig Tóth Gábor alpolgármesternek kellett ellátnia.

## Népesség
A település népességének változása:
| Lakosok száma | 898  | 879  | 879  | 821  | 788  | 769  | 760  |
|               | 2013 | 2014 | 2015 | 2021 | 2022 | 2023 | 2024 |

A 2011-es népszámlálás során a lakosok 92%-a magyarnak, 2,4% cigánynak, 1,1% németnek, 0,7% románnak mondta magát (7,8% nem nyilatkozott; a kettős identitások miatt a végösszeg nagyobb lehet 100%-nál). A vallási megoszlás a következő volt: római katolikus 56,3%, református 4,6%, evangélikus 1,9%,  felekezeten kívüli 18,5% (17,8% nem nyilatkozott).
2022-ben a lakosság 90,1%-a vallotta magát magyarnak, 1,4% cigánynak, 1,3% németnek, 0,3% románnak, 0,1% horvátnak, 1,4% egyéb, nem hazai nemzetiségűnek (9,9% nem nyilatkozott; a kettős identitások miatt a végösszeg nagyobb lehet 100%-nál). Vallásuk szerint 37,4% volt római katolikus, 3,6% református, 1,5% evangélikus, 0,1% görög katolikus, 1,4% egyéb keresztény, 0,9% egyéb katolikus, 12,7% felekezeten kívüli (42,4% nem válaszolt).

## Nevezetességei
- Római katolikus templom – 1824-ben épült, klasszicista stílusú templom

## Eseménynaptár
- Februárban: Iskolások, óvodások farsangi bálja
- Május 1.: Majális – Helyszíne: Sportpálya
- Szeptemberben: Szüreti bál
- Szeptember utolsó vasárnapja: Szent Mihály-napi búcsú – Helyszíne: Vörösmarty tér
- Novemberben: Erzsébet-Katalin bál